# Example.com
example.com, example.net, example.org ed example.edu sono domini di secondo livello riservati dalla IANA secondo la RFC 2606 (sezione 3). La loro registrazione non è possibile, in quanto sono destinati ad essere usati in manuali e nella documentazione tecnica. In questo modo si è sicuri che chi ripete gli esempi non arrechi danno alla rete DNS globale.
Se si prova ad accedere ad uno di questi siti si ottiene sempre il seguente testo:
La RFC 6761 ha aggiornato, ed ampliato, l'uso di questi domini.